# 科季 (亞沃里夫區)
50°1′12″N 23°25′28″E / 50.02000°N 23.42444°E
科季（烏克蘭語：Коти），是烏克蘭的村落，位於該國西部利沃夫州，由亞沃里夫區負責管轄，距離亞沃里夫10公里，始建於1895年，面積0.91平方公里，海拔高度277米，人口870。